# Haut-Nkam
Haut-Nkam ist ein Département der Region Ouest in Kamerun.
Auf einer Fläche von 958 km² leben nach der Volkszählung 2001 203.251 Einwohner. Die Hauptstadt ist Bafang.

## Gemeinden
- Bana
- Bafang
- Bandja
- Banka
- Kékem
- Bakou